# Pulwama (stad)
Pulwama is een stad en “notified area” in het Indiase unieterritorium Jammu en Kasjmir. Het is de hoofdplaats van het gelijknamige district Pulwama.

## Demografie
Volgens de Indiase volkstelling van 2001 wonen er 15.521 mensen in Pulwama, waarvan 59% mannelijk en 41% vrouwelijk is. De plaats heeft een alfabetiseringsgraad van 62%.